# Nakajima Atsushi

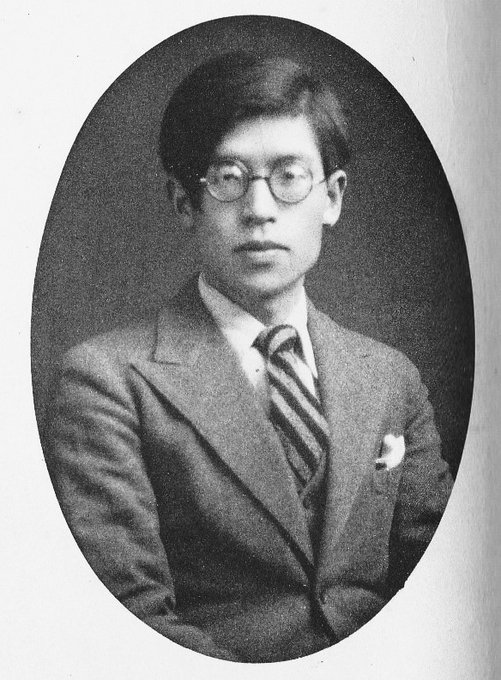
Nakajima Atsushi

Nakajima Atsushi (japanisch 中島 敦; * 5. Mai 1909 in Tōkyō; † 4. Dezember 1942 ebenda) war ein japanischer Schriftsteller.

## Leben
Nakajima studierte nach dem Besuch der Oberschule von 1930 bis 1934 japanische Literatur an der Universität Tokio. Danach unterrichtete er bis 1941 an der Women’s High School in Yokohama. In dieser Zeit debütierte er als Schriftsteller mit der Erzählung Toragari (虎狩) – „Tiger jagen“, die er 1934 zu einem Wettbewerb für junge Autoren der Zeitschrift Chūōkōron einreichte.
Ab 1941 lebte Nakajima auf den Palauinseln und unterrichtete dort die Kinder der Angehörigen der japanischen Okkupationsverwaltung. Hier vollendete er die Novelle Tsushitara no shi (ツシタラの死) über das Leben von Robert Louis Stevenson. Seine Erzählung Hikari to kaze to yume (光と風と夢) – „Licht und Wind und Traum“, ebenfalls über Stevenson, wurde für den Akutagawa-Preis nominiert.
Im März 1942 kehrte Nakajima, der zeitlebens an Asthma litt, aus gesundheitlichen Gründen nach Japan zurück, um sich dort ganz dem Schreiben zu widmen. Er starb jedoch im gleichen Jahr an den Folgen seiner Krankheit. Er hinterließ nur ein schmales schriftstellerisches Werk, das aus einigen Kurzgeschichten und Erzählungen, darunter Riryō (狐憑) – „Vom Fuchs besessen“, erschienen 1943 posthum, besteht. Riryō spielt in China zur Zeit der Han-Dynastie.
Als einer der ersten japanischen Schriftsteller rezipierte Nakajima das Werk Franz Kafkas, wie seine von dessen Die Verwandlung beeinflusste Erzählung Rōshitsuki (狼疾記) – „Bericht eines kranken Wolfes“ – (erschienen 1942) belegt. Die Ausgabe seiner Gesamtwerke Nakajima Atsuji zenshū wurde 1949 mit dem Mainichi-Kulturpreis ausgezeichnet.

## Deutsche Übersetzung
- Das Unheil der Zeichen (文字禍, Mojika, 1942). Aus dem Japanischen von Johan Pablo Pullem. In: Hefte für ostasiatische Literatur Nr. 60 (Mai 2016), iudicium-Verlag, ISBN 978-3-86205-162-5, S. 72–82.